# José Abílio Osório Soares

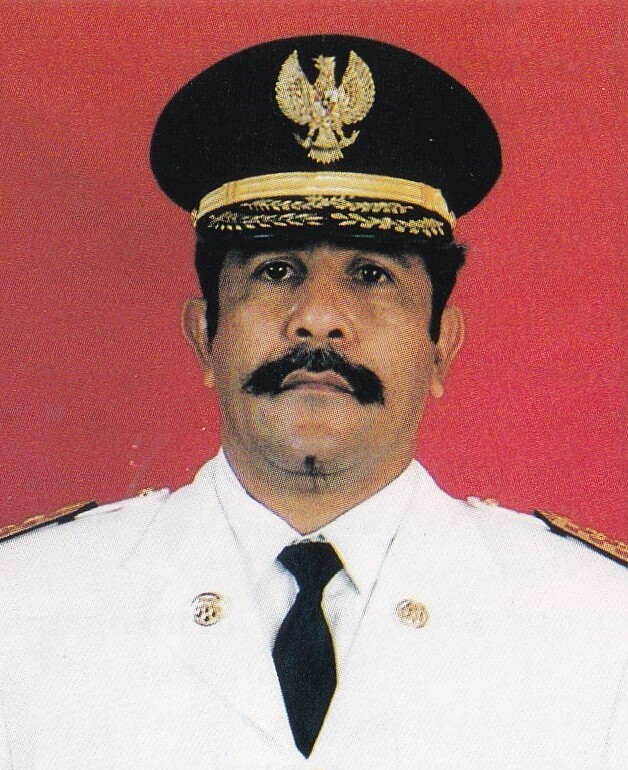
José Abílio Osório Soares (1992)

José Abílio Osório Soares (* 2. Juni 1947 in Laclubar/Portugiesisch-Timor; † 17. Juni 2007 in Kupang/Indonesien) war ein osttimoresischer Politiker und der letzte indonesische Gouverneur Osttimors (damals Timor Timur) während der Besatzungszeit.

## Werdegang
Soares absolvierte in der portugiesischen Kolonialzeit die Prä-Sekundarschule und trat danach in die Kolonialarmee ein. Nach der indonesischen Invasion 1975 und Anxion Osttimors machte er Karriere. Soares wurde zunächst Leiter für Öffentliche Arbeiten und dann in den späten 1980er Jahren Bürgermeister von Dili. Er profitierte dabei von seinen engen Beziehungen zur indonesischen Armee, der er als Informant diente und insbesondere zu Oberst Prabowo Subianto, dem Schwiegersohn von Diktator Suharto. Prabowo hatte lange Zeit in Osttimor gedient und eine Freundschaft mit Soares, die bis 1976 zurückreichte.
Da unter Soares paramilitärische Gangs, die man aufgrund ihrer schwarzen Kleidung „Ninja“ nannte, begannen die Bevölkerung in Dili zu terrorisieren, wurde er wahrscheinlich von Gouverneur Mário Viegas Carrascalão in seine Heimat Manatuto als Distriktsadministrator (Bupati) versetzt.
Als Carrascalão nach zwei Amtszeiten regulär abtreten musste, wurde Soares als Kandidat der indonesischen Armee am 18. September 1992 neuer Gouverneur Timor Timurs, wie das Land als indonesische Region genannt wurde. Gleich nach Amtsantritt empörte er die Weltöffentlichkeit mit seiner Aussage, beim kurz zuvor stattgefundenen Santa-Cruz-Massaker „hätten viel mehr sterben müssen“. Im Mai 1994 schlug er zur Lösung des Osttimorkonflikts eine Autonomie Osttimors innerhalb Indonesiens vor, die vom indonesischen Präsident Suharto als nicht verfassungsgemäß abgelehnt wurde. Soares wurde daraufhin für vier Monate nach Jakarta zu einem Militärkurs geschickt, was als disziplinarische Maßnahme anzusehen ist.
Während der zweiten Amtszeit von Soares ab September 1997 wurde seine Verwicklungen in Korruptionsfälle in Verbindung mit der familieneigenen Firmengruppe Anak Liambau Group so massiv, dass sogar der Vizegouverneur Johannes Suryo Prabowo aus Protest 1998 zurücktrat. Nach der Abdankung Suhartos im Mai 1998 kam es in Osttimor zu schweren Demonstrationen aufgrund der Korruptionsvorwürfe gegen Soares. Gleichzeitig stieg der öffentliche Druck, der ein Unabhängigkeitsreferendum forderte.
Soares beteiligte sich maßgeblich an dem Aufbau der pro-indonesischen Milizen, die im ganzen Land im Umfeld der Volksabstimmung über die Unabhängigkeit Osttimors vom 30. August 1999 Angst und Terror verbreiteten und nach der Bekanntgabe des Ergebnisses für eine Unabhängigkeit von Indonesien zusammen mit indonesischen Sicherheitskräften mit der Operation Donner eine massive Vergeltungsaktion gegen die Bevölkerung und die Infrastruktur durchführten. Für einige Vorfälle wird Soares unmittelbar verantwortlich gemacht, so für die Massaker in der Kirche von Liquiça von 6. April 1999, im Haus von Manuel Carrascalão vom 17. April 1999, in der Residenz des Bischofs Belo am 6. September 1999 und in einer Kirche in Suai am 6. September 1999. In diesem Zusammenhang wurde ihm vorgeworfen, nichts zur Verhinderung dieser Verbrechen unternommen zu haben. Mit der Intervention (INTERFET) und Machtübernahme durch die Vereinten Nationen (UNTAET), die später Osttimor in die Unabhängigkeit führten, wurde Soares abgesetzt.
Soares wurde 2003 vom Menschenrechtsgerichtshof in Jakarta/Indonesien zu einer dreijährigen Haftstrafe wegen Verbrechen gegen die Menschlichkeit verurteilt. Der Vertreter der Anklage hatte zehneinhalb Jahre gefordert. Das Oberste Gericht in Jakarta bestätigte den Schuldspruch am 12. April 2004. Nach nur vier Monaten Haft war eine Anfechtung des Urteils erfolgreich und Soares wurde freigelassen, was von Menschenrechtsorganisationen heftig kritisiert wurde. Begründet wurde die Aufhebung des Urteils damit, dass Osttimor damals unter Militärverwaltung stand und daher der zivile Gouverneur nicht für die Verbrechen verantwortlich gemacht werden könne. Soares lebte danach in Kupang in Westtimor.
2005 erkrankte Soares an Darmkrebs. Mitte Juni 2007 fiel er ins Koma und verstarb am 17. Juni 2007 im WZ Johannes Hospital in Kupang. Am 15. Juni war Soares noch von Ex-General Wiranto besucht worden, dem Oberbefehlshaber der indonesischen Armee während der Gewalt von 1999. Soares wurde mit einem „Heldenbegräbnis“ auf dem Dharmaloka Heldenfriedhof beerdigt.

## Familie
Mit seiner Frau Maria Angela Correia de Lemos Osório Soares zusammen hatte José Abílio Osório Soares vier Kinder. José Fernando Osório Soares, der Generalsekretär der APODETI war der Bruder von José Abílio Osório Soares, Nicolau dos Reis Lobato, Vizepräsident der FRETILIN, war ihr Cousin. Die Schwester Lucia Osório Soares war kurze Zeit mit dem FRETILIN-Gründer Francisco Xavier do Amaral verheiratet.